# Sint-Willibrorduskerk (Oude Pekela)
De Sint-Willibrorduskerk is een rooms-katholieke kerk aan de Feiko Clockstraat in het Nederlandse dorp Oude Pekela.
De kerk werd tussen 1895 en 1896 gebouwd ter vervanging van een oudere schuurkerk uit 1783. De bouw was lange tijd uitgesteld omdat de kerkgemeente geen nieuwbouw wenste. Het kerkbestuur vroeg van architect Nicolaas Molenaar Sr. om de Sint-Bonifatiuskerk van Cuypers in Dokkum te kopiëren, maar de ervaren Molenaar kwam met een eigen ontwerp.
Zijn neogotische kruisbasiliek is naast de Uithuizer Jacobuskerk de enige in de Groninger ommelanden, met een toren boven de entree. De toren heeft veel weg van de toren die Pierre Cuypers ontwierp voor de Sint-Willibrorduskerk van Sappemeer, echter met een achtkantige spits tussen de vier topgevels. Dat de kerk zonder financiële concessies volledig volgens ontwerp werd gemaakt, heeft vooral te maken met de geldelijke steun van papierfabrikant Freerk Liefkes Drenth van de Union. Molenaar ontwierp ook de naastgelegen pastorie.
Op 9 juni 1895 werd de kerk ingewijd door aartsbisschop Henricus van de Wetering.
Tussen 1985 en 1989 werd de Willibrorduskerk gerestaureerd. De kerk en pastorie staan sinds 1994 op de Rijksmonumentenlijst. De neogotische inventaris, bestaande uit drie altaren, de preekstoel, heiligenbeelden en verlichting, werd gemaakt door de firma Mengelberg uit Utrecht en is nog geheel intact.